# Каземат
Это — статья о фортификационных сооружениях. О казематах на кораблях см. статью корабельный каземат.

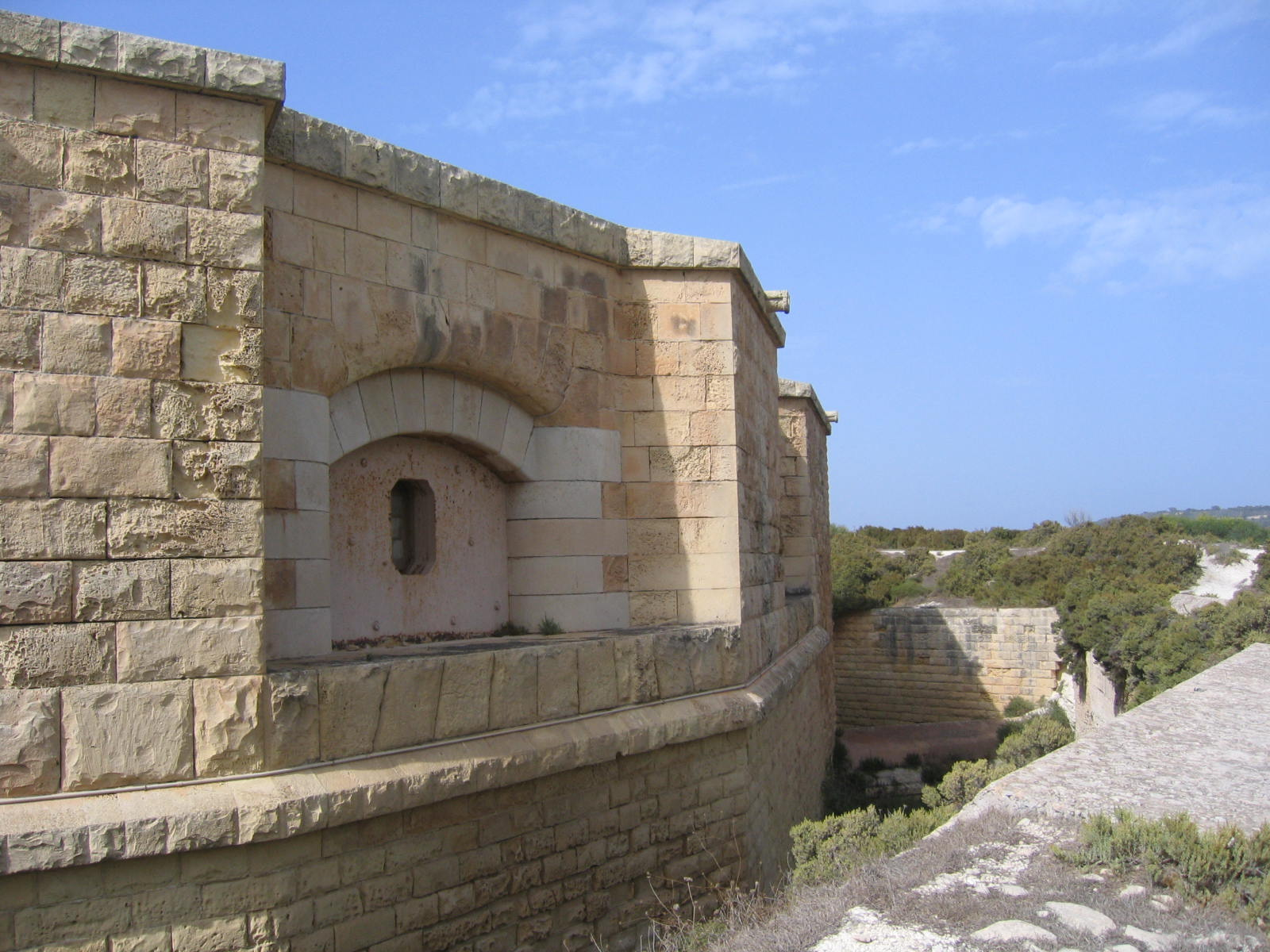
Каземат на Мальте

Казема́т (фр. casemate, от итал. casamatta) — отдельное внутреннее помещение в укреплённом фортификационном сооружении (крепости, форте, ДОТе, батарее и тому подобное), защищённое от вражеского стрелкового и артиллерийского огня и бомбардировки и служащее для размещения гарнизона, складов боеприпасов, продовольствия и так далее, а иногда и вооружения.
В другом источнике указано, что казама́т, казема́т, м. — казармы внутри крепости, прикрытые сводами, насыпью от выстрелов; каменные обширные землянки, под валом и казематы или казематированные помещения, то есть помещения, обеспеченные от огня и действия бомб — устраиваются лишь в крепостях, отдельных фортах или батареях, вообще там, где гарнизон, продовольственные и огнестрельные запасы, а иногда и самое вооружение, требуют укрытия от неприятельского огня.

## Классификация
По назначению казематы разделяются на:
- охранительные[6];
- оборонительные[7][8][9].

Первые служат обеспеченным хранилищем огнестрельных (пороховые магазины и снарядные и зарядные погреба) и продовольственных запасов, для жилья гарнизона (отдельные казематированные казармы, казармы под валгангами и тому подобное) и для сообщения (потерны, ворота); вторые назначаются для закрытого помещения орудий и стрелков с оборонительными целями (пушечные казематы или стрелковые галереи).
При использовании крепости в качестве тюрьмы камеры в ней некоторые также называют казематами (наиболее известным примером такого рода являются «казематы Петропавловской крепости», в XIX веке бывшие местом заключения декабристов и многих других лиц).
В «Словаре» В. И. Даля указано, что в укреплениях бастионного типа казематами именовались, в том числе, помещения внутри земляных валов.